# Dednost
Dednost je pojav, pri katerem se določene lastnosti organizmov prenašajo (dedujejo) od staršev na biološke potomce. Fizikalno-kemijski temelj pojava so geni, enote dedovanja, ki so zapisani z zaporedjem podenot molekule DNK. DNK, v kateri so v obliki genov zapisana navodila za sintezo beljakovin - osnovnih gradnikov živih bitij, vsebujejo vsa živa bitja, v procesu razmnoževanja se kopije teh navodil prenesejo od staršev na potomce.
Skupku vseh genov, ki jih vsebuje organizem, pravimo genotip; pod vplivom okolja se geni kontrolirano izražajo in vodijo rast ter razvoj osebka. Posledica je fenotip - skupek vseh opazljivih lastnosti osebka, del katerih je posledica podedovanih informacij, del pa posledica vplivov okolja, ki jim je bil tekom življenja ta osebek izpostavljen. Vsi ti procesi se odražajo v dveh navidez nezdružljivih posledicah: stabilnost značilnosti predstavnikov iste vrste na eni in variabilnost osebkov iste vrste na drugi strani.
Genetika je panoga biologije, ki preučuje zakonitosti dedovanja. O njem so pisali že antični misleci, kot je bil Aristotel, vendar so zaradi zapletenosti pojava in nepoznavanja njegove fizikalno-kemijske osnove izpeljevali zelo raznovrstne razlage, ki so pogosto posegale na področje praznoverja. Ključni preboj je dosegel Gregor Mendel, ki je s poskusi s križanjem graha dokazal, da se lastnosti organizmov dedujejo nezvezno, po diskretnih »elementih« (čeprav za DNK in gene tudi on ni vedel). Genetika je svoj razcvet doživela šele v 20. stoletju z nadaljnjimi prelomnimi odkritji zahodnih znanstvenikov, ki so razjasnila temelje dedovanja; Thomas Hunt Morgan je v začetku stoletja dokazal, da so Mendlovi »elementi« geni, ki se nahajajo na kromosomih, v 1950. letih pa so Francis Crick, James Dewey Watson in Maurice Wilkins s sodelavci razvozlali zgradbo DNK. To je odprlo številna še danes aktivna področja raziskav, od preučevanja procesov prenosa dednine med organizmi in izražanja genov (prepisovanje, prevajanje), do umetnega spreminjanja dednih lastnosti organizmov vključno s človekom, ki sproža etična vprašanja o posledicah uporabe znanja o naravi.